# Luis Arrieta
Luis Eduardo Arrieta Madera (* 16. März 2001) ist ein kolumbianischer Leichtathlet, der sich auf den Sprint spezialisiert hat.

## Sportliche Laufbahn
Erste internationale Erfahrungen sammelte Luis Arrieta im Jahr 2019, als er bei den U20-Südamerikameisterschaften in Cali in 1:53,21 min den fünften Platz im 800-Meter-Lauf belegte. 2024 gewann er mit der kolumbianischen 4-mal-400-Meter-Staffel bei den Ibero-Amerikanischen Meisterschaften in Cuiabá in 3:07,09 min die Silbermedaille hinter dem mexikanischen Team und im Jahr darauf schied er bei den Südamerikameisterschaften in Mar del Plata mit 48,05 s in der Vorrunde im 400-Meter-Lauf aus. Zudem gewann er mit der Mixed-Staffel über 4-mal 400 Meter in 3:19,18 min gemeinsam mit Daniel Santiago, Paola Loboa und Lina Licona die Silbermedaille hinter dem brasilianischen Team.
2024 wurde Arrieta kolumbianischer Meister in der 4-mal-400-Meter-Staffel.

## Persönliche Bestleistungen
- 400 Meter: 46,22 s, 29. Juni 2024 in Cali